# Congomostes janssensi
Congomostes janssensi là một loài bọ cánh cứng trong họ Hybosoridae. Loài này được Basilewsky miêu tả khoa học năm 1955.